# Delitschia marchalii
Delitschia marchalii är en svampart som beskrevs av Berl. & Voglino 1886. Delitschia marchalii ingår i släktet Delitschia och familjen Delitschiaceae.  Arten är reproducerande i Sverige. Inga underarter finns listade i Catalogue of Life.